# Curah Jeru
Curah Jeru is een bestuurslaag in het regentschap Situbondo van de provincie Oost-Java, Indonesië. Curah Jeru telt 9549 inwoners (volkstelling 2010).